# Église Saint-Georges de Basly
Pour les articles homonymes, voir Église Saint-Pierre.
L'église Saint-Georges est une église catholique située à Basly, en France.

## Localisation
L'église est située dans le département français du Calvados, sur le territoire de la commune de Basly.

## Historique
La construction est datée du XIIe siècle en particulier le porche roman qui est la partie de l'édifice qui est classée. Ce porche est daté aussi de la fin du XIe. L'église abrite en outre un Christ du XIIIe.
Le clocher de l'église est inscrit au titre des monuments historiques le 18 mars 1927. Ce clocher a été détruit lors des bombardements du 6 juin 1944, il a été reconstruit mais d'une hauteur moindre de 2 m.

## Galerie

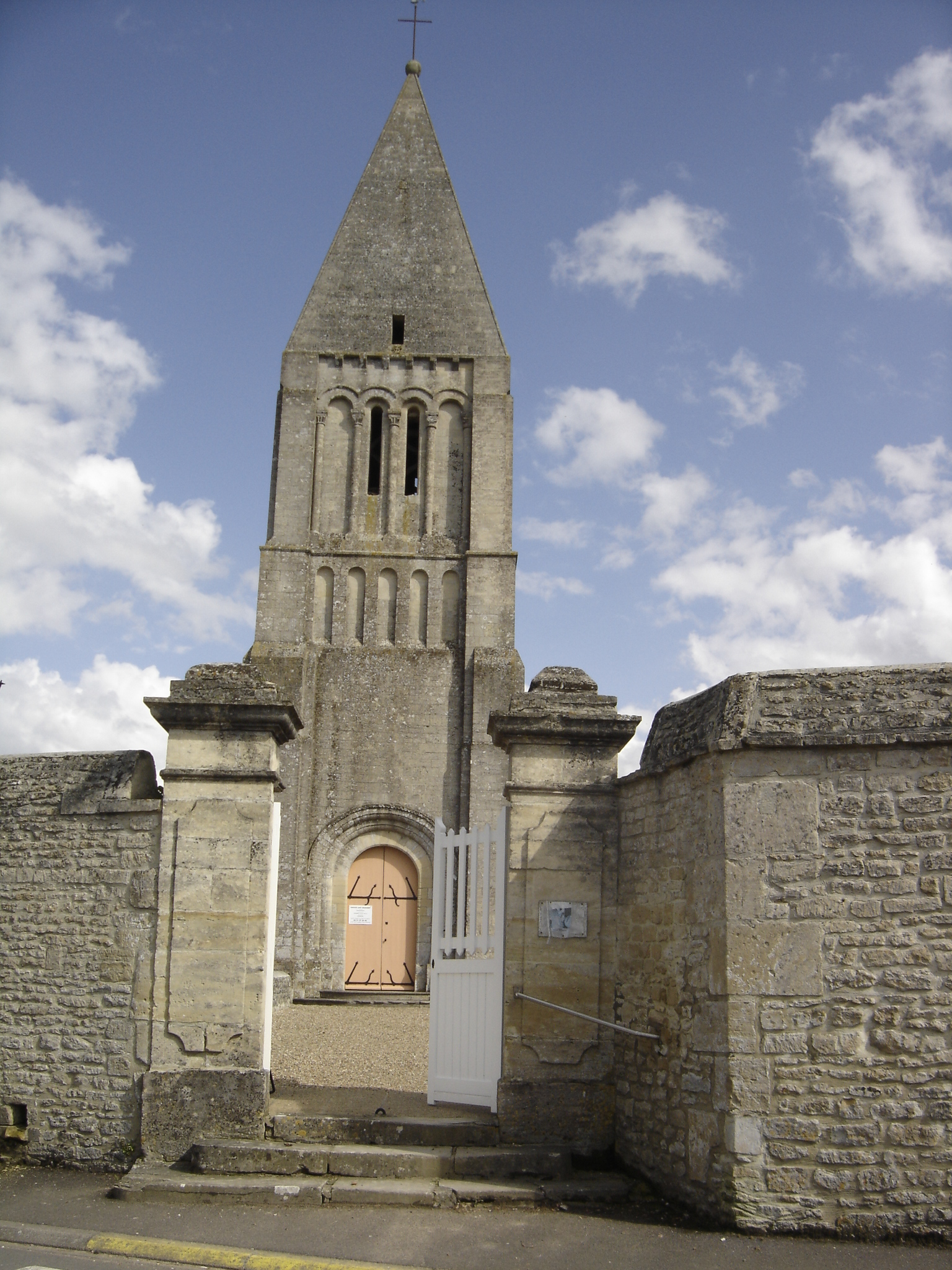
Vue du clocher-porche.
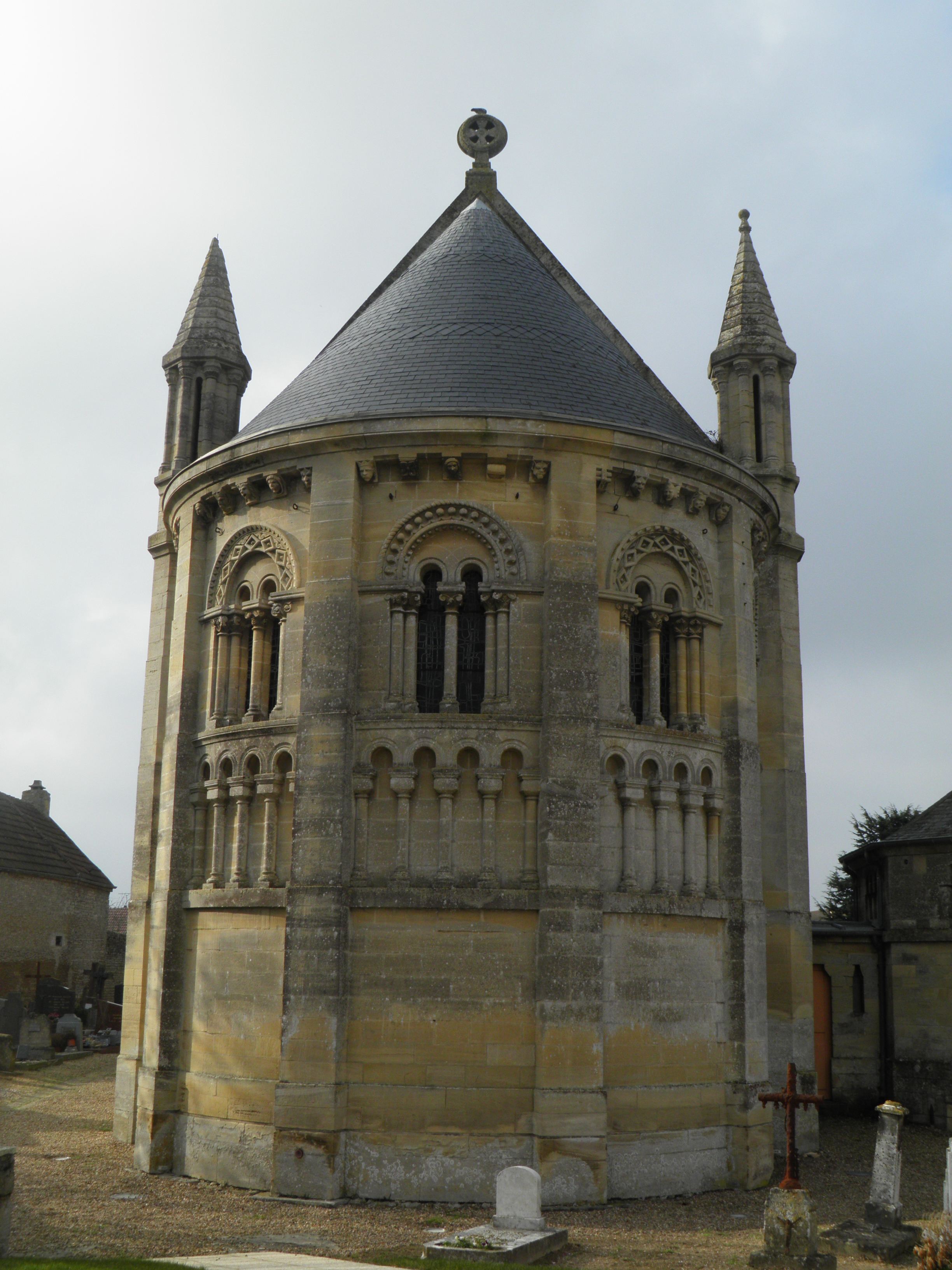
Vue du chevet.
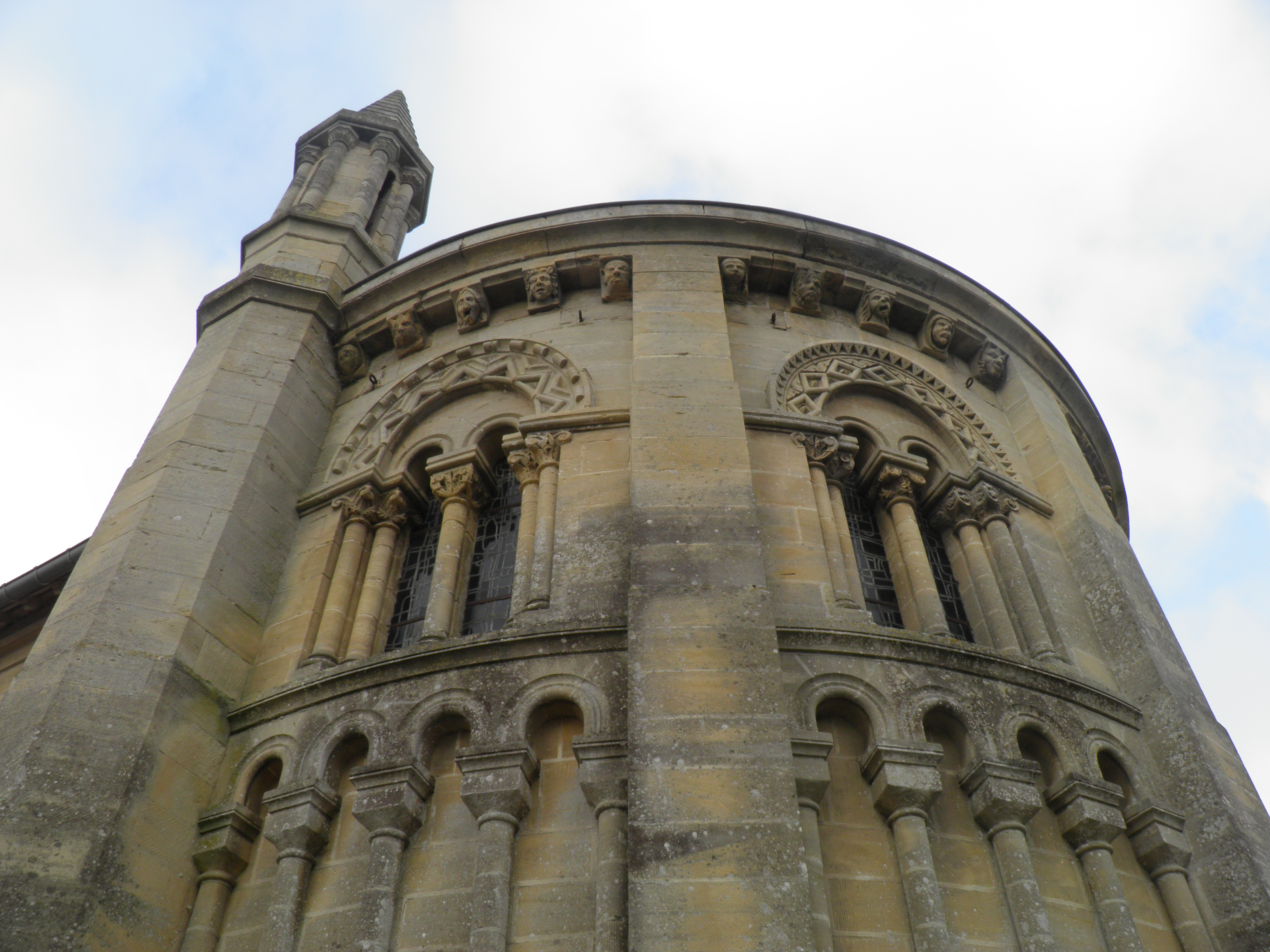
Vue du chevet.
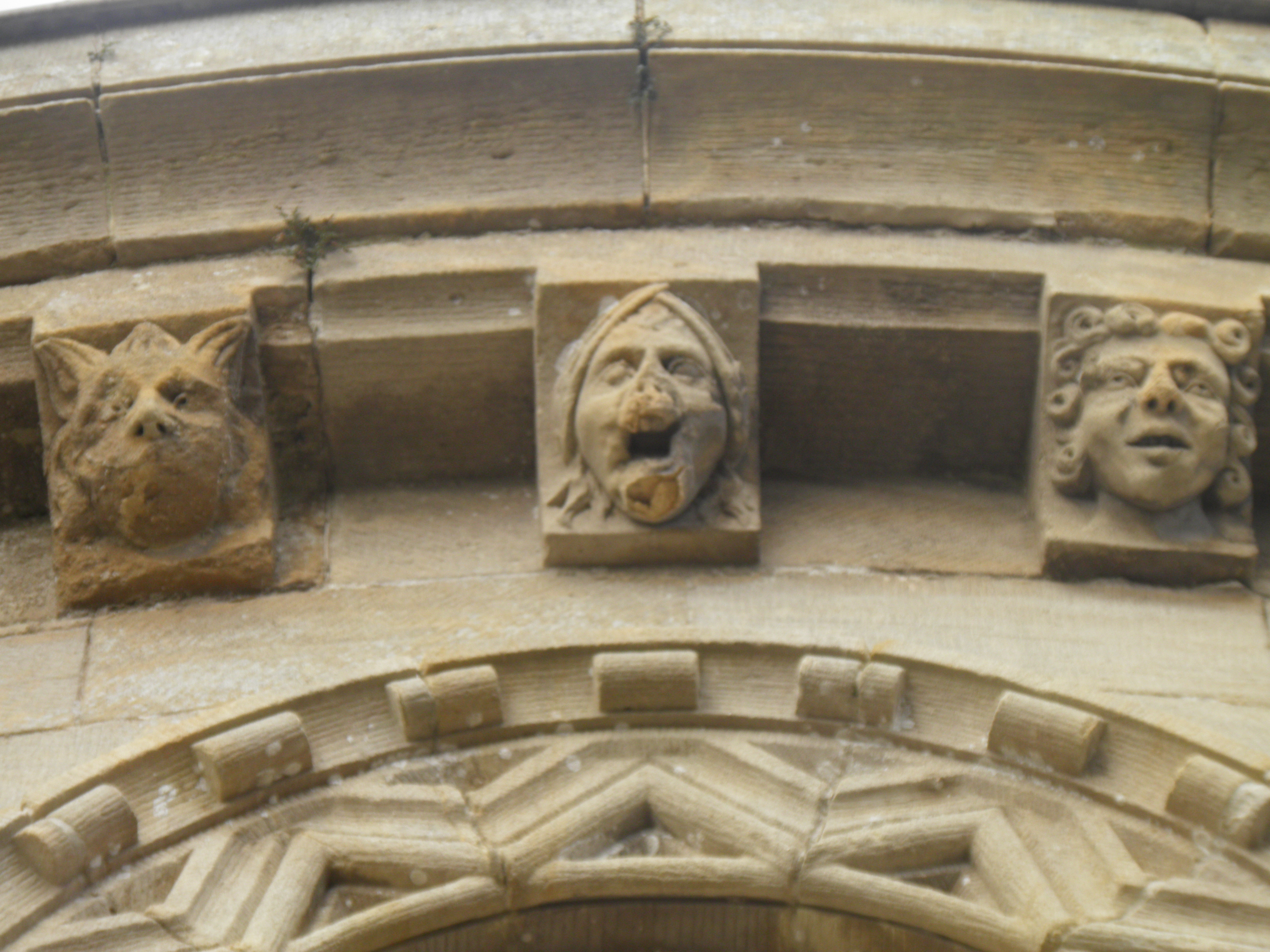
Vue des sculptures du chevet.
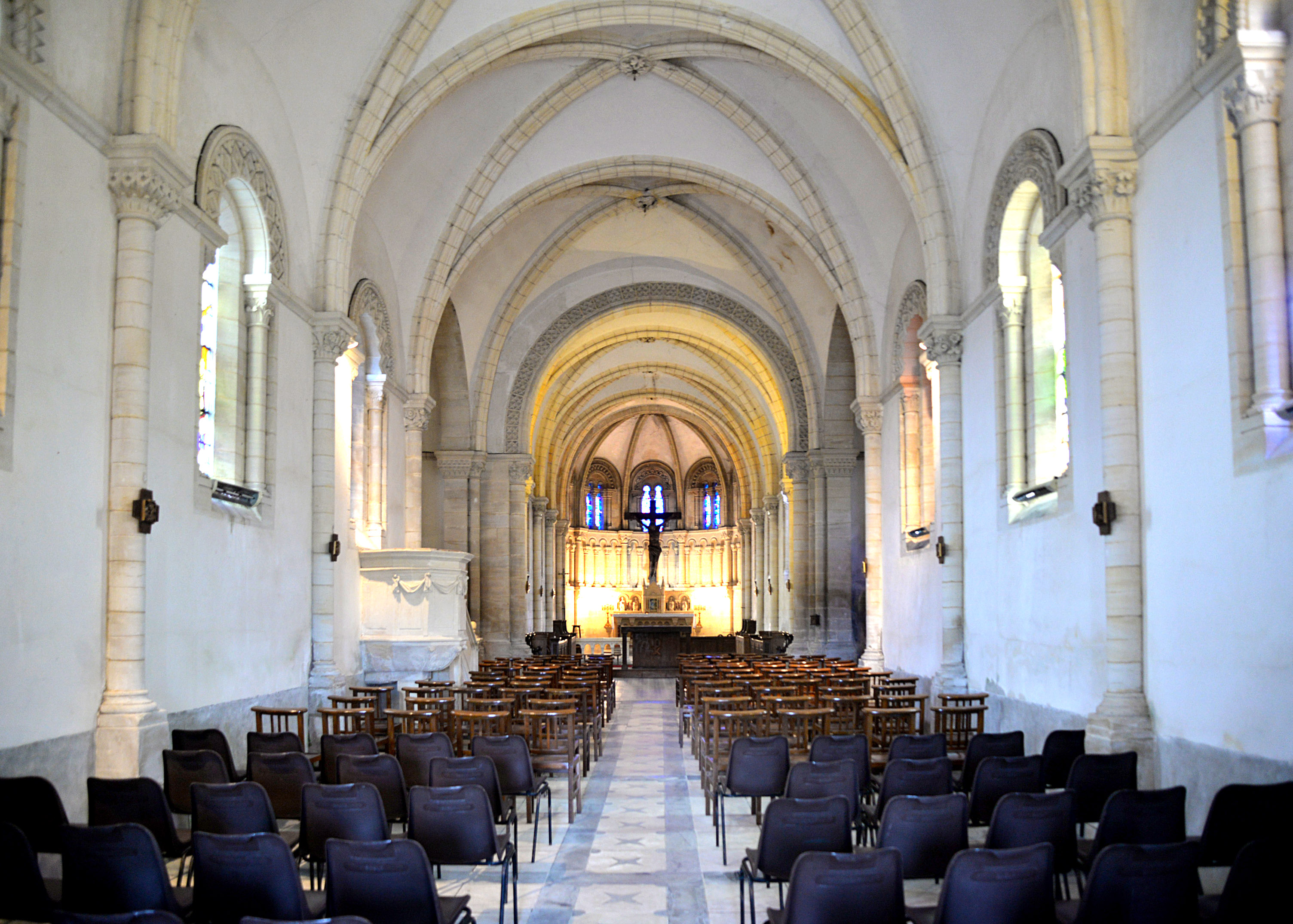
La nef.
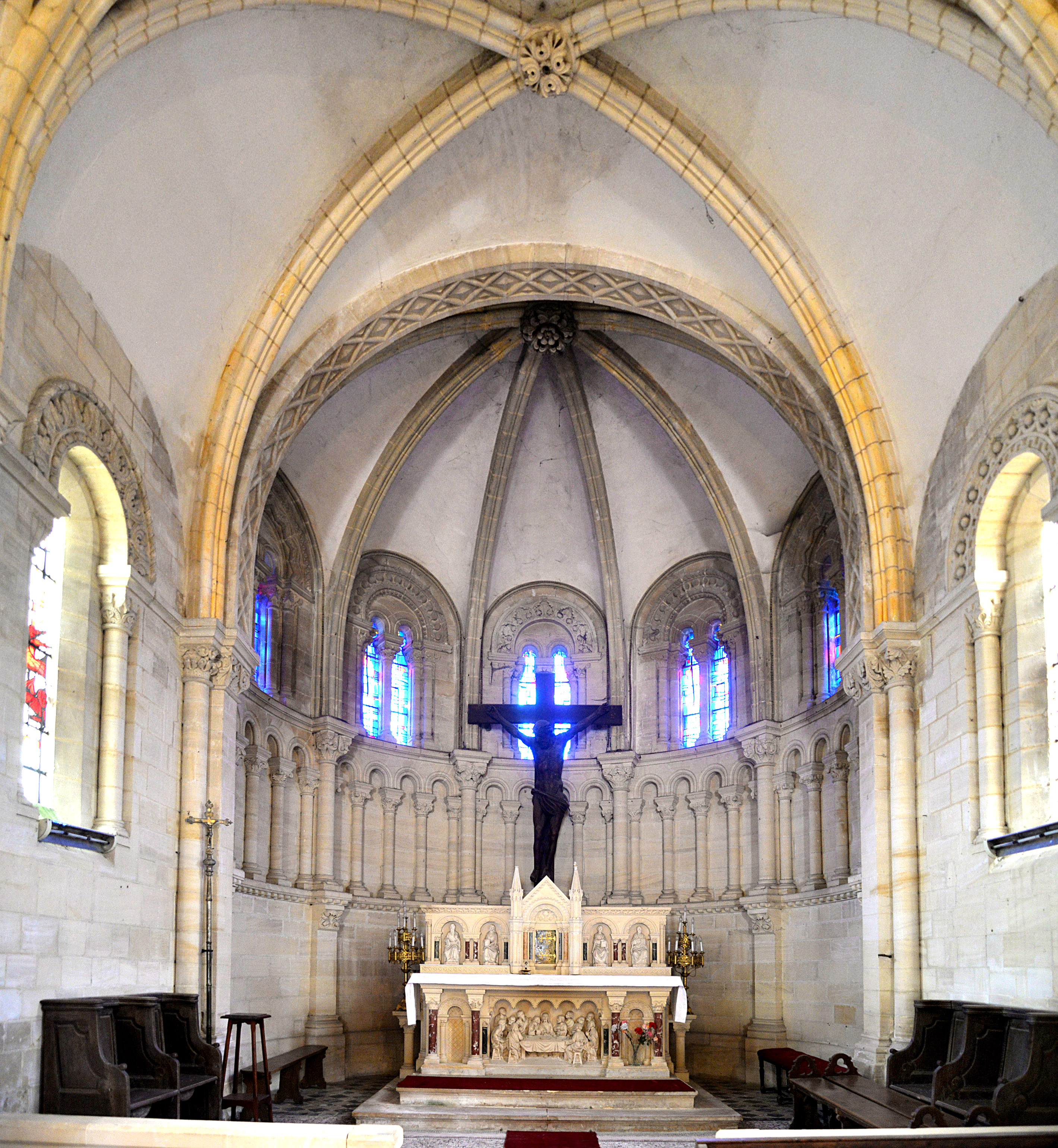
Le chœur.